# Gestreifter Seidelbast
Der Gestreifte Seidelbast (Daphne striata), auch Alpenflieder, Kahles Steinröschen oder nur Steinröschen genannt, ist eine Pflanzenart aus der Gattung Seidelbast (Daphne) innerhalb der Familie der Seidelbastgewächse (Thymelaeaceae).

## Beschreibung

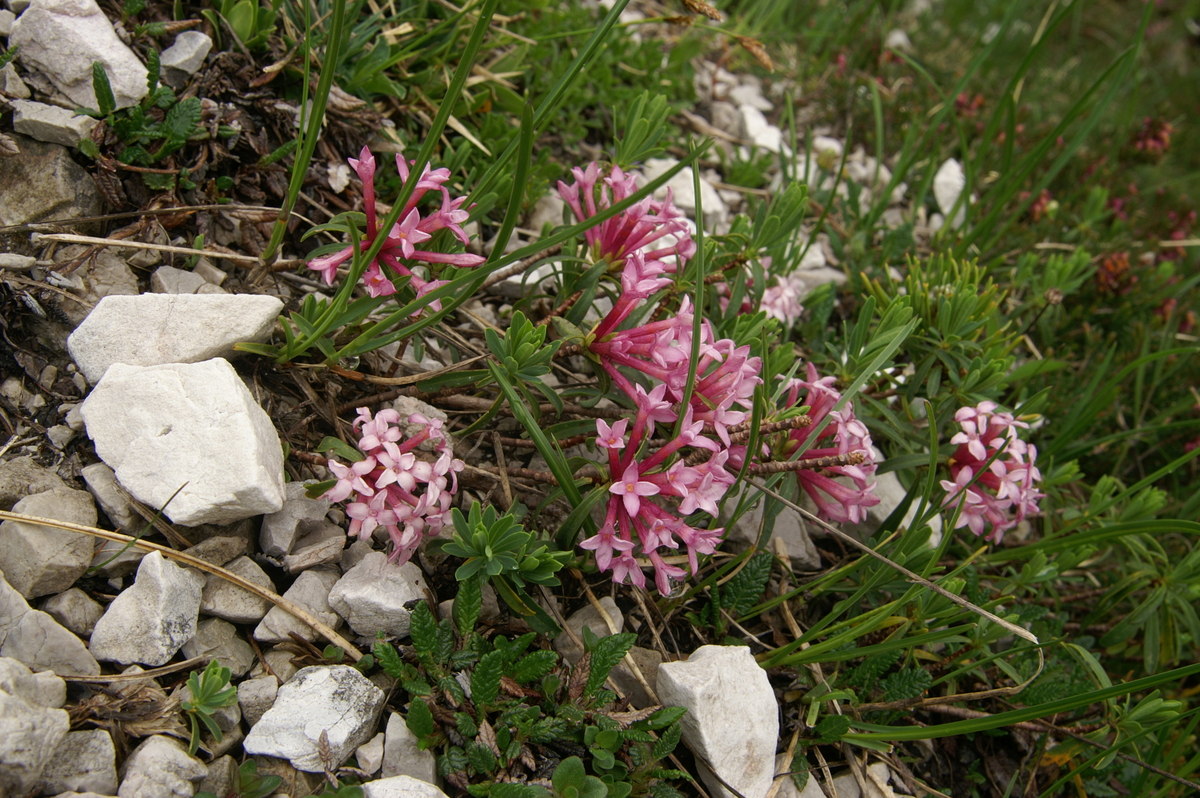
Habitus, Laubblätter und Blütenstände

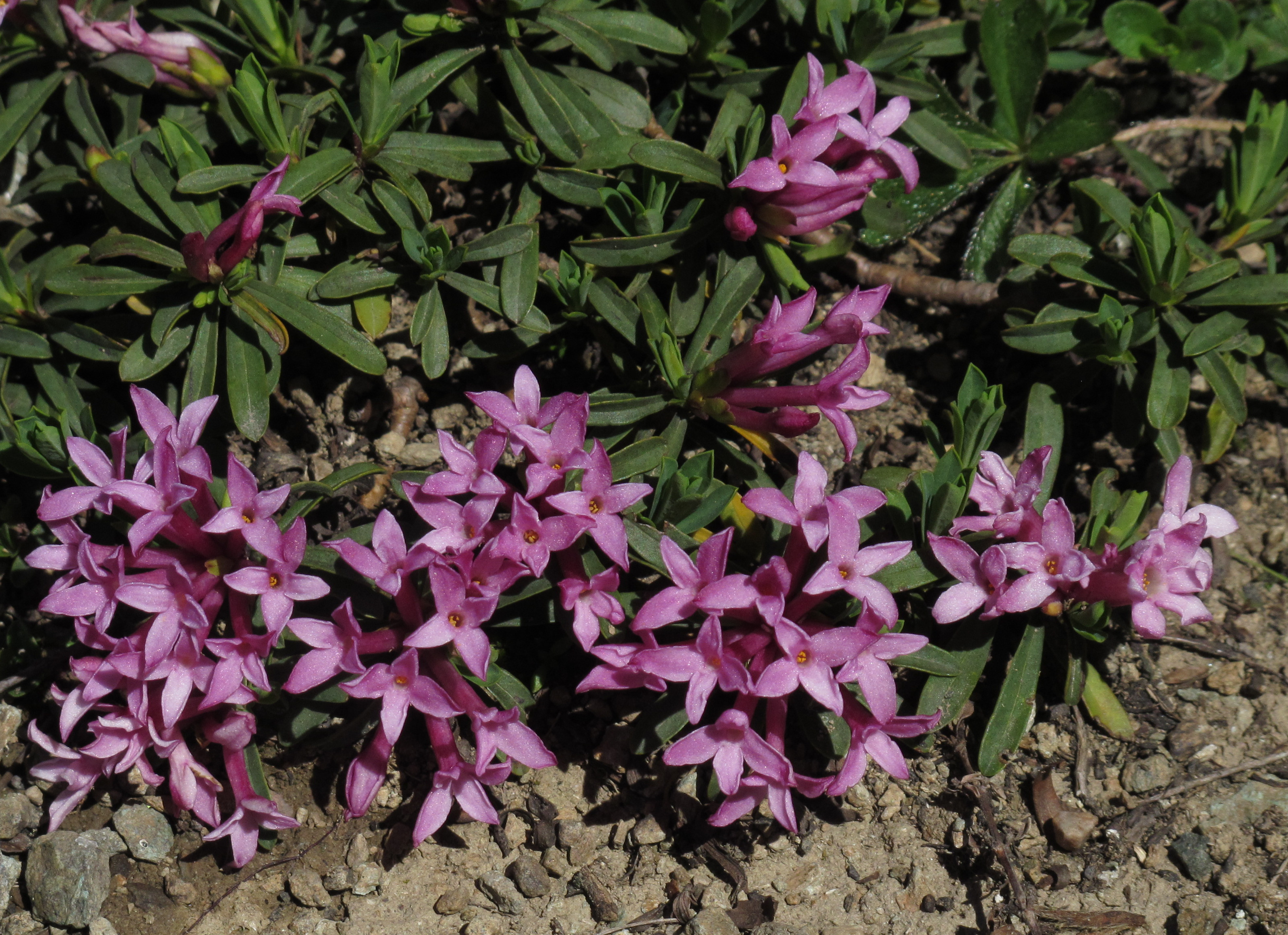
Habitus, Laubblätter und Blütenstände

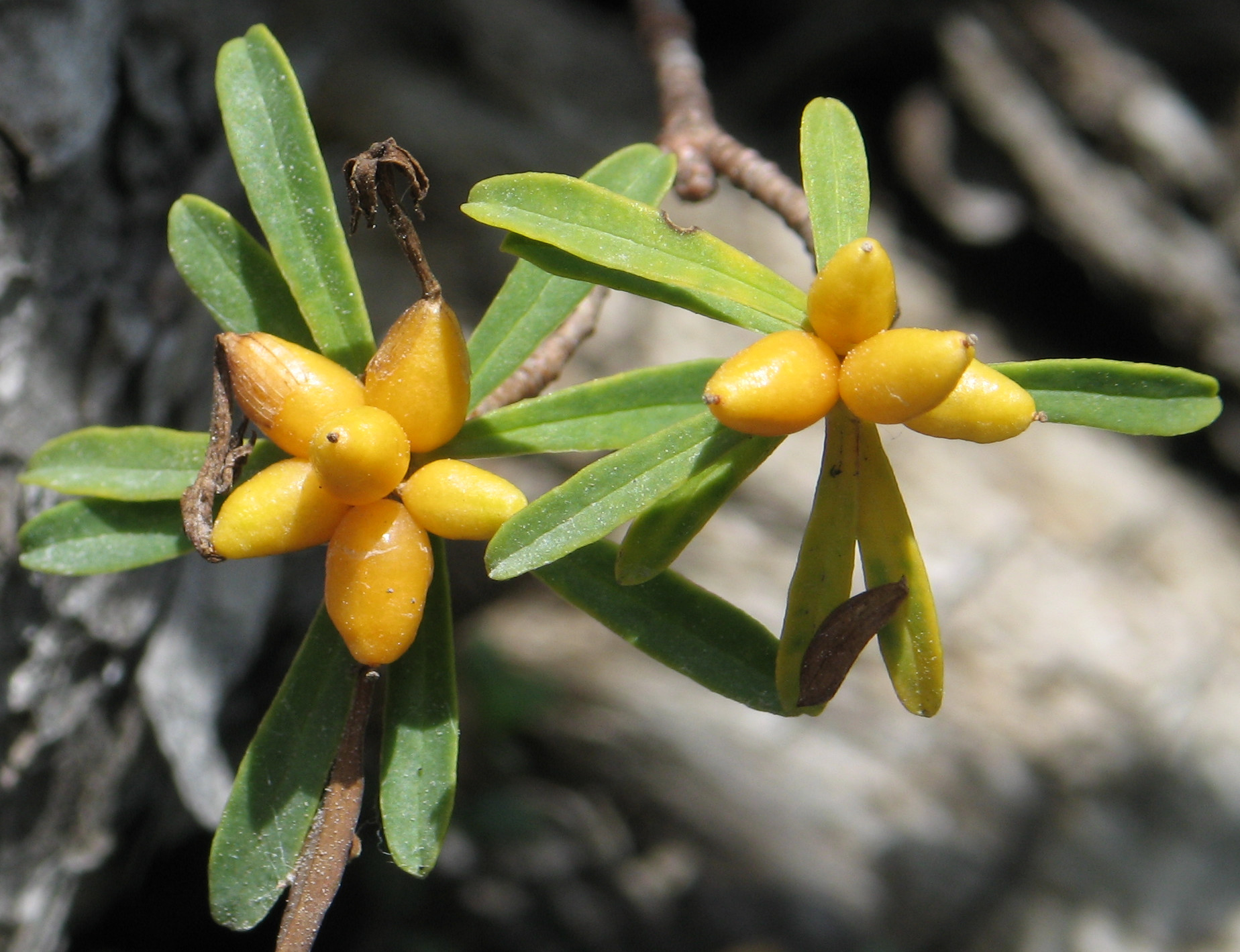
Zweig mit Früchten im Habitat

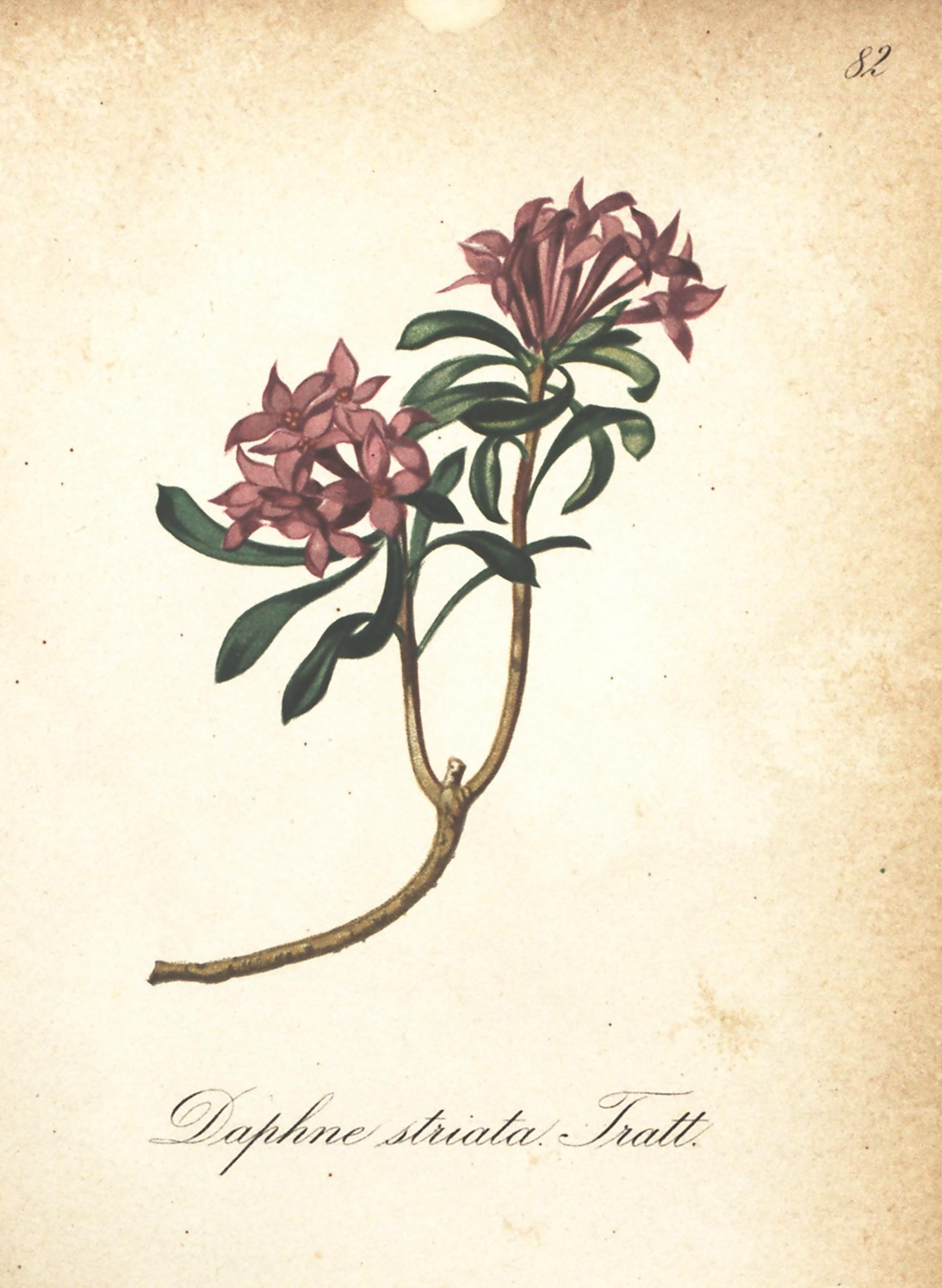
Illustration aus Die Alpenpflanzen nach der Natur gemalt, Tafe 82

### Vegetative Merkmale
Der Gestreifte Seidelbast ist eine verholzende Pflanze, wächst als immergrüner Kleinstrauch und erreicht Wuchshöhen von meist 5 und 15, selten bis zu 40 Zentimetern. Die relativ dünnen, niederliegend bis aufsteigenden, zahlreich gabelig verzweigten Äste besitzen eine kahle, glatte Rinde.
Die sitzenden Laubblätter sind wechselständig und an den Zweigenden rosettig gehäuft angeordnet. Die ledrigen und beidseits hell blau- bis dunkel-grünen Blattspreiten sind mit einer Länge von 1,8 bis 3 Zentimetern sowie einer Breite von 3 bis 5 Millimetern schmal-oval bis linealisch mit einer keilförmigen Basis und ganzrandig.

### Generative Merkmale
Die Blütezeit erstreckt sich von Mai bis Juli. Die angenehm, fliederartig duftenden Blüten entwickeln sich an den beblätterten Zweigen. Meist 8 bis 12 (2 bis 15) Blüten stehen in einem endständigen, doldigen Blütenstand. An dessen Grund befinden sich etwa 5 Millimeter lange, trockenhäutige und oval-spitz geformte Hochblätter.
Die zwittrigen Blüten sind vierzählig. Die vier kahlen, rosafarbenen, kronblattartigen Kelchblätter sind zu einer fein gestreiften, etwa 15 Millimeter langen Röhre verwachsen. Kronblätter sind keine zu erkennen. Zwei Kreise zu je vier Staubblättern sind der Kelchröhre angeheftet. Der kahle, oberständige Fruchtknoten besitzt ein Fruchtfach, welches eine Samenanlage enthält.
Die kahle Steinfrucht, die auch als harte Beere gedeutet werden kann, besitzt bei einer Länge von 1,4 bis 1,7 Zentimetern eine elliptische Form. Zunächst ist die Frucht orange.rot gefärbt, später geht die Färbung ins bräunliche über.

## Ökologie
Beim Gestreiften Seidelbast handelt es sich um einen Nanophanerophyten. Bestäuber sind Falter. Der Achsenbecher ist so schmal und lang, dass nur Falter mit einer Rüssellänge von mindestens 10 Millimetern an den Nektar gelangen und die Bestäubung vollführen können. Angelockt werden sie durch den Fliederduft der Blüten. Spontane Selbstbestäubung ist auch möglich.

## Vorkommen
Der Gestreifte Seidelbast gedeiht nur in den Alpen von den Kottischen Alpen bis Savoyen und vom Gotthard bis zu den Karawanken. Es gibt Fundortangaben für die Länder Frankreich, Deutschland, die Schweiz, Liechtenstein, Österreich, Slowenien und Italien.
Der Gestreifte Seidelbast ist in Österreich zerstreut bis selten in den Bundesländern Kärnten, Tirol und Vorarlberg von der subalpinen bis alpinen Höhenstufe verbreitet. In Deutschland beschränkt sich sein Vorkommen auf Südbayern; dort wächst er verbreitet in den Bayerischen Alpen und im Allgäu. In den Allgäuer Alpen steigt er von 860 Meter am Vorderen Heidach bei Hinterstein bis zu einer Höhenlage von 2200 Meter auf. In Tirol erreicht er am Solstein bei Innsbruck eine Höhenlage von 2500 Meter und in Graubünden am Piz Corviglia bei Celerina 2864 Meter.
Der Gestreifte Seidelbast gedeiht am besten auf kalkreichen, feuchten Böden, steinigen Weiden, Bergföhrenwäldern, Zwergstrauchheiden und Felsschutt in Höhenlagen von 1000 bis 2800 Metern. Daphne striata ist gebietsweise eine Charakterart des Erico-Rhododendretum aus dem Verband Erico-Pinion, kommt aber auch in Seslerietea-Gesellschaften vor.
Die ökologischen Zeigerwerte nach Landolt et al. 2010 sind in der Schweiz: Feuchtezahl F = 2+ (frisch), Lichtzahl L = 3 (halbschattig), Reaktionszahl R = 4 (neutral bis basisch), Temperaturzahl T = 1+ (unter-alpin, supra-subalpin und ober-subalpin), Nährstoffzahl N = 2 (nährstoffarm), Kontinentalitätszahl K = 3 (subozeanisch bis subkontinental).

## Taxonomie
Die Erstbeschreibung von Daphne striata erfolgte 1814 durch Leopold Trattinnick in Archiv der Gewächskunde, Band 1,  S. 120. Das Artepitheton striata bedeutet „gestreift“ und bezieht sich auf den auf der Außenseite fein gestreiften Achsenbecher.

## Giftigkeit
Der Gestreifte Seidelbast ist durch Daphnetoxin stark giftig.